# Olios rosettii
Olios rosettii là một loài nhện trong họ Sparassidae.
Loài này thuộc chi Olios. Olios rosettii được miêu tả năm 1901 bởi Leardi.